# Neurolyga paludosa
Neurolyga paludosa är en tvåvingeart som beskrevs av Jaschhof 2009. Neurolyga paludosa ingår i släktet Neurolyga, och familjen gallmyggor. Arten är reproducerande i Sverige.